# Едді Альварес
Едуардо «Едді» Альварес (англ. Eddy Alvarez; 30 січня 1990) — американський бейсболіст та ковзаняр, що спеціалізується в шорт-треку, дворазовий олімпійський медаліст.
Срібну олімпійську медаль Альварес виборов на зимовій Олімпіаді 2014 року в Сочі в естафетній гонці на 5000 м. У 2020 році медаль такого ж ґатунку отримав на літніх літніх Олімпійських іграх в Токіо у змаганнях з бейбсолу. На цій Олімпіаді був прапороносцем збірної США на церемонії відкриття.